# Alfaroa guanacastensis
Alfaroa guanacastensis là một loài thực vật có hoa trong họ Óc chó. Loài này được D.E.Stone mô tả khoa học đầu tiên năm 1977.